# 超偵探事件簿 霧雨謎宮
《超偵探事件簿 霧雨謎宮》是由Tookyo Games（Spike Chunsoft前僱員2017年創立）開發，Spike Chunsoft發行的推理冒險遊戲。由小高和刚和北山猛邦编剧，高田雅史和福田淳作曲，小松崎類和岛户莉瑠担任角色設計；幾位主創亦曾為Spike Chunsoft遊戲《槍彈辯駁系列》的製作人員。本作於2023年6月30日在Nintendo Switch平台發行。
2024年5月7日，Spike Chunsoft宣布，增强版《超侦探事件簿 雾雨谜宫+》即将于同年7月18日登陆Microsoft Windows、PlayStation 5和Xbox Series X/S平台。

## 開發
2018年，由《槍彈辯駁》系列作企畫、劇本的小高和剛擔任社長的新遊戲公司「Tookyo Games」公開了當時正在開發當中的四款遊戲專案情報。本作亦包含其中，當時的企劃主題是：
- 由Spike Chunsoft×Tookyo Games呈獻 黑暗幻想風懸疑作品[4]

小高表示，在 《新槍彈辯駁 V3》快要上市的時候就有了開發這款作品的想法。其契機為《槍彈辯駁》系列向來都是2D繪圖的作品，他希望製作一款3D的冒險遊戲，加上立體的謎迷宮等要素的构思，希望將3D遊戲與冒險遊戲的趣味融合在一起。此外，在基於思考如何能在偵探的基礎上添增不可思議的色彩，決定加入「幽靈」、「死神」等超自然元素，以及由超偵探各自具備的特殊能力，藉此打造出一個與眾不同的世界觀。
至于本作的舞台是設定在陰雨連綿的近現代都會，小高表示提到偵探題材的故事，多半都會聯想到陰暗潮濕的地方，而且少不了一定会受到經典偵探推理小說《福爾摩斯探案》影響，因此舞台的城市會帶有歐洲風格，除此之外還加入了賽博龐克的東方風格元素，是一個別具特色的舞台。
於本作擔綱角色設計和2D美術圖像的小松崎類表示，基於小高設定的關鍵詞「Rain Code」，聯想到「雨」和「雨衣（Rain Coat）」，因此所有角色都設計了穿戴雨衣雨具以及平常服裝兩種形象。此外比起明亮的氛圍，加入了更適合遊戲本身的黑暗世界觀的「黑色」和「紫色」的概念、以及整體較多冷暗色調的藝術設計。

## 遊戲系統
故事將透過兩種方式推進，其一是在「現實世界」中展開調查，收集各種有助於破案的線索；其二，是活用在現實世界收集的線索，挑戰攻略「謎迷宮」。在謎迷宮中的目標，就是善用在調查環節取得的證據，設法抵達事件真相。
調查
操作幽瑪探索卡納伊區。
與街上的路人對話或調查事件現場，逐步蒐集能成為證據的「解鑰」。
偵探特殊能力
與幽瑪聯手偵辦案件的超偵探們都擁有特殊的能力，可以活用他們所擁有的「過去觀測」、「變裝」等特殊能力，發掘出被隱藏起來的證據或證詞。
謎迷宮
隨著調查逐漸深入，由案件謎團實體化所構成的謎迷宮就會登場，透過各式各樣的機關、陷阱發動攻擊。
活用收集到的證據（解鑰）正面對決，揭開不為人知的真相。
死亡推理
試圖阻止他人接近真相的「謎怪人」會在謎迷宮中現身。
以簡潔痛快的動作要素與謎怪人展開對決，使用「解刀」擊倒謎怪人，朝事件真相前進。
主線故事以外的要素
只要在卡納伊區中找到祕密的「記憶的碎片」，就可以解鎖幽瑪與偵探們之間的回憶片段，除此之外，還可以透過「支線任務」幫人解決煩惱，體驗與主線劇情不同風格的故事。

## 故事簡介

### 本篇
第0章：天照快車殺人案件
在某個車站的某間房裏醒來的少年，失去了關於自己的記憶。從手中的一封信中得知，自己是隸屬名為「世界偵探機構」的名叫「幽瑪」的偵探，正計劃乘坐天照快車前往卡納伊區，於是趕在最後一刻登上了列車。在列車上與其他超偵探會合後，他們發現人數比預定的要多一個，於是彼此間產生了疑慮並相互猜疑。幽瑪感到身體不適前往洗手間時，自己身上寄宿的小死神突然出現。據小死神說，幽瑪與她達成了某種契約，作為代價失去了記憶。儘管感到困惑，但尤瑪已經開始揭開一幕幕神秘事件的帷幕。
序曲 世界偵探機構 VS 天照公司
抵達卡納伊區的幽瑪，被帶到在卡納伊區居住的偵探夜行經營的偵探事務所。他在那裏與派駐卡納伊區的其他四名超偵探赫拉拉、狄思西可、吹雪、維維亞相遇。夜行告訴幽瑪他並非超偵探，而只是正在實習的見習偵探，這使得幽瑪感到沮喪。就在那時，他们接到了「世界偵探機構」首席之人「Number 1」的聯絡。這位首席正在追尋「卡奈區最大的秘密」，並發佈命令要解決「世界上最大的未解之謎」。
第1章：連續密室殺人魔釘子男
卡納伊區發生了一連串與都市傳說「釘子男」相關聯的連續殺人案件。在第四起兇案發生後，被視為嫌疑犯的男子最終被逮捕。然而他的兒子堅信父親的清白，並向偶然結識的幽瑪和赫拉拉尋求帮助解決這起案件。
第2章：暗黑少女的沉默
被夜行要求去買早餐的幽瑪，感到有人在尾隨他們。抓住那人後，發現是一名崇拜超偵探的名叫久留美的女高中生。她願意提供有關「卡納伊區最大的秘密」的情報，以換取幽瑪對半年前久留美的好友愛子的自殺案件進行調查。幽瑪接受了這個請求，並與小死神一起前往久留美就讀的艾提路亞女子學院。正巧，愛子曾經參加的演劇部正在排練公演，幽瑪等人觀看了演出。然而在戲劇高潮時，扮演喝下毒酒的角色的女生，竟然真的吐血身亡。天照公司保安部趕到，逮捕久留美作為替罪羊，幽瑪和狄思西可為了阻止這一切，決定調查這起案件。
第3章：偵・探・失・格
天照公司保安部用魚雷炸毀了夜行偵探事務所，儘管幽瑪被一名自稱為「誠」的面具男所救，但其他成員的下落依然不明。不久之後，幽瑪被一個反政府組織的成員綁架，這個組織正在對抗天照公司。幽瑪拒絕了組織首領恰奇提出的加入邀請，但被委託在城市中安裝監視保安部的攝像頭。在完成任務的過程中，他與吹雪重逢，但依然没找到其他成員。當所有攝像頭都被安裝完畢時，第一個被安裝的攝像頭突然爆炸。幽瑪因此被保安部指認為恐怖分子並被通緝。為了揭開真相，他前往反政府組織的基地，卻發現了恰奇被槍殺的現場。
第4章：你的一切將回歸為零
幽瑪等人開始全面調查「卡納伊區最大的秘密」，卻一直沒有找到線索。當幽瑪向誠詢問信息時，為了保守秘密，他答應帶幽瑪前往天照公司的地下研究室，前提是不告訴其他成員。然而，在地下研究室中，由於研究負責人威斯卡博士收到了針對他的謀殺威脅，保安部和夜行偵探事務所的成員們聚集在一起。威斯卡博士自信地聲稱，在絕對安全的保護下，他不會有任何危險。然而，在與幽瑪等人通話時，突然發生了異常。當眾人越過安全設施進入博士的房間時，卻發現博士已被殺死。
第5章：然後，我也消失了
當被催眠的幽瑪與久留美一起醒來時，他們發現自己位於卡納伊區內一個被指定為「禁止入内區域」的廢棄村莊。在那裏，之前發生的案件的受害者們像殭屍般徘徊着，並向幽瑪等人發動攻擊。在逃離的過程中，他們闖進了一個類似工廠的設施，那裏隱藏着有關「卡納伊區最大的秘密」的信息。
終曲 RAIN CODE
事件已經解決，卡納伊區恢復了寧靜。為了給世界偵探機構的成員們送行，久留美前往了夜行偵探事務所。

### 支線故事
支線故事以DLC方式另外發售。
狄思西可篇：萬人迷偵探VS怪盜九尾貓
在卡納伊區神出鬼沒四處作案的大怪盜九尾貓在天照公司主辦的寶石展上偷走了仙后座項鍊之後，又盯上了處女座的戒指。為了抓住這個大怪盜，狄思西可和夜行想出了一條妙計……
吹雪篇：吹雪最幸運的一天
某天，吹雪在路上遇到一個占卜師。占卜師告訴她今天是她最幸運的一天，做什麼都會很順利。此時不遠處突然有一個男子墜樓，吹雪上前查看時，男子死前留下了神秘的死亡留言“3”。為了搞清楚留言背後的謎團，吹雪動用了偵探能力令時間倒流……
赫拉拉篇：Raining Cats & Dog
夜行收到委託要調查一起離奇的溺斃案件。以「允許在事務所內養貓」為條件，夜行讓赫拉拉協助調查工作。於是，赫拉拉開始着手調查事件的現場……
维维亞篇：瀕死偵探
維維亞為了解決未解懸案而來到某棟大樓，但通往屋頂的電梯卻突然停了下來，維維亞便跟一名女子一起關在電梯裏。在靜止的電梯中，維維亞與生死對峙，一步步逼近事件的真相……
夜行篇：謝謝你，我的偵探先生
聲音呼喚着在黑暗中行走的夜行。那呼聲既眷戀又悲傷，讓夜行想起了那一天的往事……

## 登場人物

### 主要人物
幽瑪＝可可赫多（Yuma Kokohead，配音員：福原克己（日語）；Lucien Dodge（英語））

失憶的見習偵探。身材瘦小，不擅長拳腳功夫。對自己缺乏自信，因而常發牢騷、唉聲嘆氣。但單純善良，看到別人遇到困難總會不計得失地上去幫忙，很有正義感。
故事開始時在車站的某間房中甦醒後，發現自己失去了記憶。查看身上的持有物品後找到了來自世界偵探機構的委任狀，就依照指示搭上了天照快車。
其偵探特殊能力是共享能力。可以通過和其他擁有偵探特殊能力的人握手，使用對方的偵探特殊能力。
小死神（Shinigami，配音員：鈴代紗弓（日語）；Anjali Kunapaneni（英語））

被封印於世界偵探機構書庫里的《死神之書》的死神。因契約而附身於幽瑪。第一人稱是「本小爺」。總是在幽瑪身旁以靈魂形態飄來飄去，但只有幽瑪能看見她。性格開朗愛說話，其倫理觀與人類看似相近，其實相距甚遠。
她可以創出道路，通向將現實世界的謎團實體化的謎迷宮。還能使用多種特殊能力幫助幽瑪攻略謎迷宮。發動謎迷宮能力的時候，外表會變成穿着哥德式服裝的雙馬尾美少女。如果成功狩獵真兇的靈魂，即可解開現實世界的謎團，使謎迷宮隨之消失。但靈魂被狩獵的真兇將會失去性命。

### 世界偵探機構
夜行＝菲利歐（Yakou Furio，配音員：子安武人（日語）；Kaiji Tang（英語））

在卡納伊區出生並長大的夜行偵探事務所的所長。日常生活不健康不衛生，懶惰邋遢，雖然感受到了天照公司保安部的威脅，但一直是惹不起還躲不起的消極態度。不過與此同時，他也有相當珍重同伴的一面。
赫拉拉＝奈德梅亚（Halara Nightmare，配音員：石川由依（日語）；Amber Lee Connors（英語））

由世界偵探機構派遣至夜行偵探事務所的超偵探。頭腦清晰、容貌秀麗而性別不詳之人。總是十分冷靜，擁有準確的判斷力，曾解決過多起疑難案件。認為沒有比金錢更可信之物，但為自己所需之物花錢從不吝嗇。
其偵探特殊能力是觀測過去。可以觀測初次發現時的殺人現場。
狄思西可＝桑德波尔特（Desuhiko Thunderbolt，配音員：KENN（日語）；Khoi Dao（英語））

由世界偵探機構派遣至夜行偵探事務所的超偵探。想通過解決案件，成為有名的明星偵探。好女色且會積極行動，經常打着調查的名號去街上到處搭訕女人。由於得意忘形，他搭訕成功率不高，但他不以為意。很害怕屍體和血等血腥場面，因此相比殺人案件，他更擅長做潛入調查。
其偵探特殊能力是變裝。可以改變聲音、外貌、身高、身材，從視覺和心理上偽裝成目標人物。為了變裝，他需要隨時背着一個大包。
吹雪＝可蘿卡菲特（Fubuki Clockford，配音員：大西沙織（日語）；Xanthe Huynh（英語））

由世界偵探機構派遣至夜行偵探事務所的超偵探。是身材傲人的美女，然而思維特別單純，與人說話時常弄得別人不知所措。本是世界知名的可蘿卡菲特家的大小姐，但因憧憬冒險，斷然離開了家。
其偵探特殊能力是時間倒流。能讓時間倒流，重新來過。但是，一旦使用了時間倒流，就無法通過再次倒流前往更早的時間點。
維維亞＝特懷萊特（Vivia Twilight，配音員：梅原裕一郎（日語）；Aleks Le（英語））

由世界偵探機構派遣至夜行偵探事務所的超偵探。肌膚白皙 ，頗有些唯美氣質。性格自甘墮落，總會在各種地方躺倒睡覺。口頭禪是「好想哪天去死」。
其偵探特殊能力是靈魂出竅。靈魂可以不受物理法則制約行動，不僅不會被別人看見，還能穿過牆壁和地板。
Number 1（配音員：神谷明（日語）；SungWon Cho（英語））

世界偵探機構的首席之人。無人知曉他的本名，他也很少在別人跟前現身。
布琦＝拉溫米
參閱「天照快車殺人案件」里登场的「布琦＝拉溫米」。
基路齊＝亞力山大
參閱「天照快車殺人案件」里登场的「基路齊＝亞力山大」。
梅拉蜜＝戈特麥茵
參閱「天照快車殺人案件」里登场的「梅拉蜜＝戈特麥茵」。
艾費克斯＝羅根
參閱「天照快車殺人案件」里登场的「艾費克斯＝羅根」。
斬格＝伊雷薩
參閱「天照快車殺人案件」里登场的「斬格＝伊雷薩」。

### 天照公司保安部
月讀＝赫厄斯麥爾（Yomi Hellsmile，配音員：松岡禎丞（日語）；Howard Wang（英語））

天照公司保安部長。外表看來是個俊秀的美男子，但本質是個性格冷酷而殘忍之人，為他人的不幸而歡喜，以陷害他人為樂。在天照公司擁有極大權力，還將部下視作即用即扔的道具。
厭惡誠，但又擺不出強硬的態度。
絲瓦蘿＝艾蕾可多洛（Swallow Electro，配音員：伊藤静（日語）；Jenny Yokobori（英語））

天照公司保安部副部長。身材高挑，知性而很適合戴眼鏡的女人。對他人冷酷無情而高高在上，有人反抗則毫不留情，唯獨面對月讀時表現得很聽話。
司巴刻＝卡卓涅爾（Swank Catsonell，配音員：高木涉（日語）；Brent Mukai（英語））

天照公司保安部的一員，愛財如命的肥胖男人。以他人的不幸為樂，總喜歡揮使權力強硬地解決問題。自尊心過剩，覺得自己高人一等，對反抗者毫不留情。
在天照快車殺人案件真相大白後依然打算逮捕幽瑪，最後被夜行一番口舌說服。
賽斯＝巴羅烏斯（Seth Burroughs，配音員：内田雄馬（日語）；Landon McDonald（英語））

天照公司保安部搜查科長。說話嘟嘟噥噥，眼神既不健康又兇惡的人，其神經質的言行很惹眼。他講起話來語氣還算客氣，但內容總是很極端，對犯錯的部下態度異常殘忍。聲音不大，因此喜歡用擴音器。
紀約姆＝赫爾（Guillaume Hall，配音員：佐倉綾音（日語）；Brenna Larsen（英語））

天照公司保安部反恐班班長。第一人稱是「這邊」。激情且語速飛快的女人，執行任務時總是興致高漲而氣焰囂張。擅長占卜，但占卜結果總是異常血腥，聽過的人都被嚇得渾身發抖。副班長多米尼克是她的好搭檔。她不擅長的拳腳功夫全都會交給多米尼克處理。
多米尼克＝福爾達克（Dominic Fulltank，配音員：落合福嗣（日語）；Kane Jungbluth-Murry（英語））

天照公司保安部反恐班副班長。肌肉強健的大塊頭猛男，單憑力氣就能輕鬆破壞人體。但他頭腦不佳，已然放棄了動腦思考，只管聽紀約姆下令，可又聽不懂太複雜的命令。

### 其他人物
誠＝加具土命（Makoto Kagutsuchi，配音員：種崎敦美（日語）；Brandon Winckler（英語））

居住在卡納伊塔最頂層的房間，謎團重重的面具男。與月讀是水火不容的死對頭。平常就經常話裏有話，令人捉摸不透，深淺難測的人物。
久留美＝温蒂（Kurumi Wendy，配音員：戶田惠（日語）；Lisa Reimold（英語））

艾提路亞女子學院的學生。祖父行蹤不明，她繼承其後，成了卡納伊區唯一的情報商。忠於自己的求知慾，有想知道的事必定會徹底調查清楚。同時意志相當堅強，一旦下定決心便絕不動搖。性格活潑開朗，且交流能力強，跟第一次見面的人也能很快打好關係。崇拜偵探，僅因想和偵探說上話就跟蹤起了幽瑪。
在艾提路亞女子學院的演劇部案件中，被當作犯人差點遭到逮捕，但幽瑪揭開了案子真相，因而得到安全釋放。因此對幽瑪有很深的信賴。
拉麵店老闆（Ramen Stand Owner，配音員：堀江瞬（日語）；Brian Timothy Anderson（英語））
卡納伊地區最近頗有人氣的拉麵店的老闆。

### 案件相關人物

#### 第0章：天照快車殺人案件
布琦＝拉溫米（Pucci Lavmin，配音員：堀江由衣（日語）；Lindsay Sheppard（英語））

幽瑪在天照快車上遇見的被派遣到卡納伊區的超偵探之一。外貌幼小，但其頭腦如機器般冷靜，思維也是相當敏捷。不過她平時雖冷靜，一旦流露出感情來經常激動得令人難以置信。不擅長與人交往，總是迴避人際交流，也因此對親切的人很沒轍。
其偵探特殊能力是超聽覺。只要集中精神，就能聽到距離很遠的低聲細語、腳步聲和心臟跳動的聲音。
在天照快車301號室內死亡，全身一片焦黑。
基路齊＝亞力山大（Zilch Alexander，配音員：關智一（日語）；Yung-I Chang（英語））

幽瑪在天照快車上遇見的被派遣到卡納伊區的超偵探之一。熱愛人與大自然的協調，也專門對付試圖破壞這份協調的人。喜歡主導局面，總想讓事情進行得井井有條，但也因此讓人覺得有點自以為是。
其偵探特殊能力是動物調查。能隨心所欲地操控動物，就算是人類無法涉足之處，也能進行調查搜證。
在天照快車1號車的醫療室內死亡，全身一片焦黑。
梅拉蜜＝戈特麥茵（Melami Goldmine，配音員：田村由香里（日語）；Lauren Landa（英語））

幽瑪在天照快車上遇見的被派遣到卡納伊區的超偵探之一。身材漂亮、打扮華麗，有知性思維的女人。非常愛衣服，凡事總以衣服為重。因此很在意他人體型，看見別人體型與自己喜歡的服裝相配，總是立馬就中意起來。
其偵探特殊能力是招魂術。可喚回死去的靈魂，讓魂魄依附在自己身上。使用能力時，必須先穿上那個人生前穿過的衣服才行。
在天照快車2號車的餐車內死亡，全身一片焦黑。
艾費克斯＝羅根（Aphex Logan，配音員：森久保祥太郎（日語）；Stephen Fu（英語））

幽瑪在天照快車上遇見的被派遣到卡納伊區的超偵探之一。粗魯且一副兇相，似乎是很暴力的男人。說話聲很大，不管和誰說話總會怒沖沖地大吼大叫。其實是個從貧民窟偷渡而來，一路爬上來的辛苦人，不是壞人。
其偵探特殊能力是生命體探知。可以感知到半徑50公尺的範圍內是否存在生命跡象，以及該生命體的位置。
在天照快車5號車的通道上死亡，全身一片焦黑。此外，屍體的胸口有穿刺傷。
斩格＝伊雷萨（Zange Eraser，配音員：秋元羊介（日語）；Kurt Bicknell（英語））

幽瑪在天照快車上遇見的被派遣到卡納伊區的超偵探之一。外表和藹年邁，卻有種仿佛身經百戰的威嚴，城府深不可測，氣質有如殺手。過去曾作為隨軍偵探，從事諜報活動。
其偵探特殊能力是念寫。可以讓自己的記憶以念寫影像的方式，投影到智能手機等電子儀器上。
在天照快車402號室內死亡，全身一片焦黑。

#### 第1章：連續密室殺人魔釘子男
少年（Boy/Kei Colan，配音員：泊明日菜（日語）；Ryan Bartley（英語））

幽瑪在卡納伊區遇見的少年。非常尊敬、珍重他經營鐘錶店的父親。喜歡棒球，休息日經常一整天都在玩球。
在得到幽瑪的幫助後，開始憧憬偵探這一職業。
神父（Priest，配音員：藤原貴弘（日語）；JEB（英語））

卡納伊區教堂的神父。內心慈愛，因其強烈使命感而在進行救助困難人士的慈善活動。性格沉着而遠慮，在信徒之間頗有人氣，有許多人來找他傾訴煩惱。
修女（Nun，配音員：藤田麻美（日語）；Shara Kirby（英語））

卡納伊區教堂的修女。言行相當粗暴，根本不聽別人說話。其性格與常見的修女相去甚遠。她父親是天照公司的幹部級人物，有時她也會動起小心思，想方設法地利用這層關係，不過平時對教堂的工作也還算認真。
傭人（Servant，配音員：林大地（日語）；Doug Stone（英語））

卡納伊區教堂里負責各類雜務的男人。每天都被同事修女使喚來使喚去。不擅長與人來往，和別人交談時總有些鬼鬼祟祟的。自己都覺得自己太胖了，但意志不堅強，瘦不下來。
信徒（Worshipper，配音員：花輪英司（日語）；Phillip Reich（英語））

常去卡納伊區教堂的熱忱信徒。他同時也是靈異迷，一直在密切關注各種各樣的靈異現象與都市傳說。其執着極深，不惜置身險境以探個究竟。

#### 第2章：暗黑少女的沉默
久留美＝温蒂
參閱「久留美＝温蒂」。
卡蓮（Karen，配音員：上田瞳（日語）；Lizzie Freeman（英語））

艾提路亞女子學院的演劇部員。一頭秀髮、頗有優雅格調，是活生生的大小姐氣質高中生。作為女演員，意氣很高，在演技上對自己要求非常嚴格。或許也是因此，毫無合作精神，根本不和其他學生打交道。
在排練過程中被下毒，當場吐血身亡。
瓦爾娜（Waruna，配音員：高野麻里佳（日語）；Suzie Yeung（英語））

艾提路亞女子學院的演劇部員。打扮華麗，化妝時髦，性格攻擊性強。周圍人都很怕她。作為演劇部的一名演員，她少見地沒有強烈進取心，單純只是喜歡演技、喜歡登台表演。無論何種角色都能出色扮演，頗有天才氣質。
有希子（Yoshiko，配音員：和氣杏未（日語）；Brianna Knickerbocker（英語））

艾提路亞女子學院的演劇部員。頗有成熟韻味的美女，簡直看不出是高中生。在演劇部內很受歡迎，演技水平與瓦爾娜和卡蓮不相上下。為人克制而成熟，比起個人更重視團隊。
可菈涅（Kurane，配音員：田所梓（日語）；Laura Stahl（英語））

艾提路亞女子學院的演劇部員。是個少言寡語，偏好獨處的人。很少流露感情，想法難以捉摸。但她作為演員的水平很高，即使在強者雲集的演劇部內也屬於頂尖一檔。
愛子（Aiko）

久留美的朋友，死於半年前，也是艾提路亞女子學院的演劇部員。保安部人員調查後認為她是從屋頂跳下自殺身亡的。
女教師（配音員：近藤唯（日語））

#### 第3章：偵・探・失・格
恰奇（Shachi，配音員：津田健次郎（日語）；Edward Bosco（英語））

反政府組織的領袖，組織目的是向天照公司舉起反旗。憑其出眾的領導力，吸引了眾多成員。他認為想要打倒天照公司，必須要有一些冷酷之舉。
他被發現死在了根據地的屋頂。太陽穴上有槍擊傷。
沙巴（Servan，配音員：葉山翔太（日語）；Derek Stephen Prince（英語））

反政府組織的成員，組織目的是向天照公司舉起反旗。個子不高，力氣不大，但在機械方面的深厚造詣即使與天照公司相比也不落下風。一談到機械仿佛換了個人，擺弄其機械來總是廢寢忘食。
伊卡魯迪（Icardi，配音員：伊藤健太郎（日語）；Ezra Weisz（英語））

反政府組織的成員，組織目的是向天照公司舉起反旗。身材偏瘦、肌肉強健，擅長游泳。在反政府組織內主要負責運輸工作。很少對別人感興趣。無論是好是壞，他基本不會干涉他人行動。
馬古羅（Margulaw，配音員：西村知道（日語）；Jake Eberle（英語））

反政府組織的成員，組織目的是向天照公司舉起反旗。明面上的身份是古美術店的老闆。原本是天照公司的職員，但慘遭公司坑害，失去了家人，因而即使在反政府組織內，他也是對天照公司仇恨極深的一類人。很擅長算賬，負責看守反政府組織的金庫。
伊爾卡（Iruka，配音員：赤崎千夏（日語）；Karen Strassman（英語））

反政府組織的成員，組織目的是向天照公司舉起反旗。性格陰暗，但也有為同伴着想的一面。擅長使用各類武器，尤其擅長用槍，負責為反政府組織採購武器。

#### 第4章：你的一切將回歸為零
威斯卡博士（Dr. Huesca，配音員：山路和弘（日語）；Michael Sorich（英語））

天照研究所的研究主任，也是武器開發專家。驕傲自大、目中無人，自以為頭腦聰明蓋世。不喜歡做研究時受人打攪，從不放別人進入重要的研究室。
在有安保系統嚴密防護的重要研究室內，被人從背後捅死了。
奇殺師芬克（Fink the Slaughter Artist，配音員：岡井克升（日語）；Sean Chiplock（英語））

在卡納伊區活動的高超殺手。幾乎無人目擊過芬克，因此連其是男是女，是大人是小孩都不得而知。芬克盯上目標便是必殺無疑，100%的任務成功率亦是芬克的驕傲。
機器人研究者（配音員：飛田展男（日語））
天照研究所的研究員。研究分野是機器人工學。灌注心血開發了兒童用的機器人「小天」。不認同威斯卡博士的所作所為。
一般研究員（配音員：子安光樹（日語））
小天（配音員：松本沙羅（日語））

#### 第5章：然後，我也消失了
天照公司CEO

#### 支線故事
九尾貓（Nine-Tailed Cat）

於DLC「狄思西可篇：萬人迷偵探VS怪盜九尾貓」登場。
在卡納伊區留下了各種都市傳說的神出鬼沒的大怪盜。喜愛盜竊美術館的收藏品，在出動之前會先寄預告信。在偷走了仙后座項鍊之後，這次又盯上了處女座的戒指。
艾妮恩（Enyne，配音員：集貝花（日語）；Kimberley Anne Campbell（英語））

於DLC「狄思西可篇：萬人迷偵探VS怪盜九尾貓」登場。
卡納伊時報的女記者。特地來採訪逮捕到九尾貓的狄思西可。
占卜師（Fortune Teller，配音員：柚木尚子（日語）；Dorothy Fahn（英語））

於DLC「吹雪篇：吹雪最幸運的一天」登場。
出聲叫住路過的吹雪的占卜師。並告訴吹雪今天是她的幸運日，做什麼都會很順利。
墜樓男子（Man Who Fell，配音員：子安光樹（日語）；Sean Chiplock（英語））

於DLC「吹雪篇：吹雪最幸運的一天」登場。
從鄰近大樓掉下來的男子。其怪異的臨終遺言吸引了吹雪的注意。
賭場老闆（Casino Owner，配音員：喜屋武和輝（日語）；Bob Carter（英語））

於DLC「吹雪篇：吹雪最幸運的一天」登場。
位於銀間地區的賭場“白色骰子”的老闆。其經營的賭場充斥著各種老千與騙術還有暗樁。
泰特拉（Tetra，配音員：岸本望（日語）；Jennifer Losi（英語））

於DLC「赫拉拉篇：Raining Cats & Dog」登場。
前往夜行事務所委託調查父親遇害案件的女性。
傑林（Jeryn，配音員：兼政郁人（日語）；Sean Chiplock（英語））

於DLC「赫拉拉篇：Raining Cats & Dog」登場。
泰特拉的未婚夫。約莫一年前開始就待在泰特拉家生活。
凉（Ryo，配音員：杉山里穗（日語）；Erica Mendez（英語））

於DLC「維維亞篇：瀕死偵探」登場。
和維維亞一同乘坐電梯的身穿紅色雨衣的女性。
天照公司職員（Amaterasu Researcher，配音員：熊谷海麗（日語）；Bob Carter（英語））

於DLC「夜行篇：謝謝你，我的偵探先生」登場。
夜行在調查期間遇到的天照公司女職員。
可疑的男性（Suspicious Man，配音員：鳴海崇志（日語）；Bob Carter（英語））

於DLC「夜行篇：謝謝你，我的偵探先生」登場。
委託夜行調查女性的男人。

## 名詞解釋
世界偵探機構
誓言「撲滅全世界未破的懸案」，是超越法規、超越特權的組織。
各地都設有偵探事務所作為分部，而在其活動中起到核心作用的就是超偵探。
超偵探
隸屬於世界偵探機構的偵探之中，擁有偵探特殊能力的偵探的稱呼。
現在，隸屬於世界偵探機構的超偵探大約有1000人，全員都擁有專門用於偵探活動的偵探特殊能力。
偵探特殊能力
本身擁有透視或讀心術等異能天賦的人，在世界偵探機構經過嚴格訓練獲得能用於調查的超自然能力，而這就稱為偵探特殊能力。
天照公司
控制卡納伊區的超大企業。
旗下商品涉及多個領域，包括工業產品、電化產品、藥品開發等等，到處都可以看到天照公司的產品。
保安部
天照公司中的一個部門。在卡納伊區相當於警察。
特別自治地帶・卡納伊區
本來只是一座普通的地方小城，和天照公司共同取得了發展。
由於鎖國而不受統一政府干涉的卡納伊區，實際上正處於天照公司的支配下。
偵探被當成反社會人士，就連在卡納伊區開設偵探事務所也不被允許。
大概從三年前開始，雨就一直下個不停，據說因為雨水的成分，對人體和生態系統帶來了不良影響。
卡納伊區最大的秘密
隱藏在卡納伊區的一個可怕的秘密，世界偵探機構正在追查這個秘密。
這秘密很有可能與世界規模的懸案有關。
謎迷宮
現實世界的謎團實體化而成的迷宮。
謎迷宮的深處隱藏着真相，只要攻略迷宮就能揭開案件的真相。

## 發行版本
超偵探事件簿 霧雨謎宮
- 發售日：2023年6月30日
- 載體：實體版╱數位版
- 收錄內容：

– 遊戲本篇

超偵探事件簿 霧雨謎宮 亞洲獨家珍藏套組
- 發售日：2023年6月30日
- 載體：實體版
- 收錄內容：

– 遊戲本篇
– 特製外盒
– 美術設定集『The Book of Death』（56P，繁體中文）
– 遊戲原聲帶『NOISE OF NEON』
超偵探事件簿 霧雨謎宮　豪華數位版
- 發售日：2023年6月30日
- 載體：僅提供數位版
- 收錄內容：

– 遊戲本篇
– 數位美術設定集「The Book of Death」
– 數位原聲帶「Noise of Neon」
– 季票（追加內容共4種／超偵探們的支線故事）
超偵探事件簿 霧雨謎宮　豪華數位擴充包
- 發售日：2023年6月30日
- 載體：僅提供數位版
- 收錄內容：

– 數位美術設定集「The Book of Death」
– 數位原聲帶「Noise of Neon」
– 季票（追加內容共4種／超偵探們的支線故事）
超偵探事件簿 霧雨謎宮　季票
- 發售日：2023年7月27日
- 收錄內容：

– 追加內容①　狄思西可篇《萬人迷偵探VS怪盜九尾貓》　於2023年7月27日推出
– 追加內容②　吹雪篇《吹雪最幸運的一天》　於2023年8月31日推出
– 追加內容③　赫拉拉篇《Raining Cats & Dog》　於2023年9月28日推出
– 追加內容④　維維亞篇《瀕死偵探》／夜行篇《謝謝你，我的偵探先生》　預定於2023年10月26日推出

## 評價
| 汇总媒体   | 得分       |
| ---------- | ---------- |
| Metacritic | NS: 77/100 |

| 媒体           | 得分   |
| -------------- | ------ |
| GameSpot       | 7/10   |
| HardcoreGamer  | 3/5    |
| Nintendo Life  | 8.7/10 |
| 任天堂世界报道 | 8/10   |
| Fami通         | 33/40  |

本作自2023年6月30日發售後。至同年8月7日，全球累計出貨突破30萬套。
來自遊戲網站的評價：
- “（本作）通過巧妙的敘述和難忘的角色陣容，呈現出一個個節奏緊湊的偵探之謎。它在敘事中敢於涉足一些黑暗的領域，同時又能夠保持趣味十足，而且這些主題的平衡被巧妙地呈現出來，讓你一直着迷。謎題設計都很巧妙，遊戲循環從未顯得重複或單一。這是一個出色的體驗，與同類遊戲相媲美。”[15]
- “（本作）展現了精湛的神秘構思，玩家將陶醉在解開謎團之中。儘管實際操作上的遊戲機制並不是突破性的，有些時候會感覺過於簡單，但僅憑其強大的敘事力量和巧妙設計的破案情節，使其成為《槍彈辯駁》的粉絲以及所有熱愛發揮他們內心偵探的人必玩之選。”[16]

## 衍生作品

### 漫畫
在《快樂龍》上，在遊戲發售日同一天發佈了由“ぱげらった”作畫的《超外傳事件簿 RAIN CODE》漫畫，共兩集。在其中，小死神平日以美少女的形象示人，與原作有一些不同的設定。
此外，自從2023年8月起，在《月刊Comic Gene》開始連載由紺野ぱる創作的漫畫作品。

### 小說
預約(超偵探事件簿 霧雨謎宮)Nintendo Switch特典，附贈“成為超偵探的方法：夜行＝菲利歐”。作者為小泉陽一朗。此作描繪了登場人物夜行的過去。
預約(超偵探事件簿 霧雨謎宮+) Sony PS5版特典，附贈“超偵探的方法 赫拉拉＝奈德梅亞實體特典冊子”。作者為北山猛邦，將聚焦描繪遊戲本篇登場人物赫拉拉的往日故事。

## 外部連結
- 官方网站